# Liga mistrů UEFA 2002/2003
Sezóna 2002/03 byla 48. ročníkem Ligy mistrů UEFA a zároveň 11. ročníkem po přejmenování. Jejím vítězem se stal italský klub AC Milán.

## Předkola

### První předkolo
| Domácí v 1. zápase      | Celkem | Hosté v 1. zápase   | 1. zápas | 2. zápas |
| ----------------------- | ------ | ------------------- | -------- | -------- |
| F91 Dudelange           | 1–4    | Vardar              | 1–1      | 0–3      |
| Hibernians FC           | 3–2    | Shelbourne FC       | 2–2      | 1–0      |
| Portadown FC            | 2–3    | FK Belšina Babrujsk | 0–0      | 2–3      |
| FK Željezničar Sarajevo | 4–0    | ÍA Akraness         | 3–0      | 1–0      |
| Skonto                  | 6–0    | Barry Town FC       | 5–0      | 1–0      |
| FC Flora                | 0–1    | APOEL               | 0–0      | 0–1      |
| Sheriff Tiraspol        | (v)4–4 | Ženis Astana        | 2–1      | 2–3      |
| Tampere United          | 0–6    | Pjunik              | 0–4      | 0–2      |
| FBK Kaunas              | 2–3    | Dinamo Tirana       | 2–3      | 0–0      |
| Torpedo Kutaisi         | 6–2    | B36                 | 5–2      | 1–0      |

### Druhé předkolo
| Domácí v 1. zápase | Celkem | Hosté v 1. zápase       | 1. zápas | 2. zápas |
| ------------------ | ------ | ----------------------- | -------- | -------- |
| Sheriff Tiraspol   | 1–6    | GAK                     | 1–4      | 0–2      |
| Makabi Haifa FC    | 5–0    | FK Belšina Babrujsk     | 4–0      | 1–0      |
| FK Dynamo Kyjev    | 6–2    | Pjunik                  | 4–0      | 2–2      |
| Zalaegerszegi TE   | (v)2–2 | NK Záhřeb               | 1–0      | 1–2      |
| Boavista FC        | 7–3    | Hibernians FC           | 4–0      | 3–3      |
| AC Sparta Praha    | 5–1    | Torpedo Kutaisi         | 3–0      | 2–1      |
| Skonto             | 0–2    | PFK Levski Sofia        | 0–0      | 0–2      |
| Vardar             | 2–4    | Legia Warszawa          | 1–3      | 1–1      |
| Hammarby IF        | 1–5    | Partizan                | 1–1      | 0–4      |
| Žilina             | 1–4    | FC Basel 1893           | 1–1      | 0–3      |
| NK Maribor         | 4–5    | APOEL                   | 2–1      | 2–4      |
| Lillestrøm SK      | 0–2    | FK Željezničar Sarajevo | 0–1      | 0–1      |
| Club Brugge KV     | 4–1    | FC Dinamo București     | 3–1      | 1–0      |
| Brøndby IF         | 5–0    | Dinamo Tirana           | 1–0      | 4–0      |

### Třetí předkolo
Poražené týmy nastoupily v 1. kole Poháru UEFA.
| Domácí v 1. zápase      | Celkem    | Hosté v 1. zápase    | 1. zápas | 2. zápas    |
| ----------------------- | --------- | -------------------- | -------- | ----------- |
| Genk                    | (v)4–4    | AC Sparta Praha      | 2–0      | 2–4         |
| Feyenoord               | 3–0       | Fenerbahçe SK        | 1–0      | 2–0         |
| Makabi Haifa FC         | 5–3       | Sturm Graz           | 2–0      | 3–3         |
| Boavista FC             | 0–1       | Auxerre              | 0–1      | 0–0         |
| APOEL                   | 2–4       | AEK Athény           | 2–3      | 0–1         |
| Zalaegerszegi TE        | 1–5       | Manchester United FC | 1–0      | 0–5         |
| Sporting CP             | 0–2       | Inter Milán          | 0–0      | 0–2         |
| Partizan                | 1–6       | FC Bayern Mnichov    | 0–3      | 1–3         |
| FK Šachtar Doněck       | 2–2(pen.) | Club Brugge KV       | 1–1      | 1–1(prodl.) |
| FK Željezničar Sarajevo | 0–5       | Newcastle United FC  | 0–1      | 0–4         |
| Celtic                  | 3–3(v)    | FC Basel 1893        | 3–1      | 0–2         |
| GAK                     | 3–5       | FK Lokomotiv Moskva  | 0–2      | 3–3         |
| Rosenborg               | 4–2       | Brøndby              | 1–0      | 3–2         |
| PFK Levski Sofia        | 0–2       | FK Dynamo Kyjev      | 0–1      | 0–1         |
| AC Milán                | (v)2–2    | Slovan Liberec       | 1–0      | 1–2         |
| Barcelona               | 4–0       | Legia Warszawa       | 3–0      | 1–0         |

## Základní skupiny
| Vysvětlivky                                         |
| --------------------------------------------------- |
| První dva týmy postoupily do osmifinálových skupin. |
| Tým nastoupil ve 3. kole Poháru UEFA.               |

### Skupina A
| Tým               | Z | V | R | P | VG | IG | +/- | B  |
| ----------------- | - | - | - | - | -- | -- | --- | -- |
| Arsenal FC        | 6 | 3 | 1 | 2 | 9  | 4  | +5  | 10 |
| Borussia Dortmund | 6 | 3 | 1 | 2 | 8  | 7  | +1  | 10 |
| Auxerre           | 6 | 2 | 1 | 3 | 4  | 7  | -3  | 7  |
| PSV Eindhoven     | 6 | 1 | 3 | 2 | 5  | 8  | -3  | 6  |

|                   | ARS | AUX | BOR | PSV |
| ----------------- | --- | --- | --- | --- |
| Arsenal FC        | –   | 1–2 | 2–0 | 0–0 |
| Auxerre           | 0–1 | –   | 1–0 | 0–0 |
| Borussia Dortmund | 2–1 | 2–1 | –   | 1–1 |
| PSV Eindhoven     | 0–4 | 3–0 | 1–3 | –   |

### Skupina B
| Tým               | Z | V | R | P | VG | IG | +/- | B  |
| ----------------- | - | - | - | - | -- | -- | --- | -- |
| Valencia          | 6 | 5 | 1 | 0 | 17 | 4  | +13 | 16 |
| FC Basel 1893     | 6 | 2 | 3 | 1 | 12 | 12 | 0   | 9  |
| Liverpool FC      | 6 | 2 | 2 | 2 | 12 | 8  | +4  | 8  |
| FK Spartak Moskva | 6 | 0 | 0 | 6 | 1  | 18 | -17 | 0  |

|                   | BAS | LIV | MOS | VAL |
| ----------------- | --- | --- | --- | --- |
| FC Basel 1893     | –   | 3–3 | 2–0 | 2–2 |
| Liverpool FC      | 1–1 | –   | 5–0 | 0–1 |
| FK Spartak Moskva | 0–2 | 1–3 | –   | 0–3 |
| Valencia          | 6–2 | 2–0 | 3–0 | –   |

### Skupina C
| Tým         | Z | V | R | P | VG | IG | +/- | B |
| ----------- | - | - | - | - | -- | -- | --- | - |
| Real Madrid | 6 | 2 | 3 | 1 | 15 | 7  | +8  | 9 |
| AS Řím      | 6 | 2 | 3 | 1 | 3  | 4  | -1  | 9 |
| AEK Athény  | 6 | 0 | 6 | 0 | 7  | 7  | 0   | 6 |
| Genk        | 6 | 0 | 4 | 2 | 2  | 9  | -7  | 4 |

|             | AEK | GEN | MAD | ROM |
| ----------- | --- | --- | --- | --- |
| AEK Athény  | –   | 1–1 | 3–3 | 0–0 |
| Genk        | 0–0 | –   | 1–1 | 0–1 |
| Real Madrid | 2–2 | 6–0 | –   | 0–1 |
| AS Řím      | 1–1 | 0–0 | 0–3 | –   |

### Skupina D
| Tým            | Z | V | R | P | VG | IG | +/- | B  |
| -------------- | - | - | - | - | -- | -- | --- | -- |
| Inter Milán    | 6 | 3 | 2 | 1 | 12 | 8  | +4  | 11 |
| Ajax           | 6 | 2 | 2 | 2 | 6  | 5  | +1  | 8  |
| Olympique Lyon | 6 | 2 | 2 | 2 | 12 | 9  | +3  | 8  |
| Rosenborg      | 6 | 0 | 4 | 2 | 4  | 12 | -8  | 4  |

|                | AJA | INT | LYO | ROS |
| -------------- | --- | --- | --- | --- |
| Ajax           | –   | 1–2 | 2–1 | 1–1 |
| Inter Milán    | 1–0 | –   | 1–2 | 3–0 |
| Olympique Lyon | 0–2 | 3–3 | –   | 5–0 |
| Rosenborg      | 0–0 | 2–2 | 1–1 | –   |

### Skupina E
| Tým                 | Z | V | R | P | VG | IG | +/- | B  |
| ------------------- | - | - | - | - | -- | -- | --- | -- |
| Juventus FC         | 6 | 4 | 1 | 1 | 12 | 3  | +9  | 13 |
| Newcastle United FC | 6 | 3 | 0 | 3 | 6  | 8  | -2  | 9  |
| FK Dynamo Kyjev     | 6 | 2 | 1 | 3 | 6  | 9  | -3  | 7  |
| Feyenoord           | 6 | 1 | 2 | 3 | 4  | 8  | -4  | 5  |

|                     | DKV | FEY | JUV | NEW |
| ------------------- | --- | --- | --- | --- |
| FK Dynamo Kyjev     | –   | 2–0 | 1–2 | 2–0 |
| Feyenoord           | 0–0 | –   | 1–1 | 2–3 |
| Juventus FC         | 5–0 | 2–0 | –   | 2–0 |
| Newcastle United FC | 2–1 | 0–1 | 1–0 | –   |

### Skupina F
| Tým                  | Z | V | R | P | VG | IG | +/- | B  |
| -------------------- | - | - | - | - | -- | -- | --- | -- |
| Manchester United FC | 6 | 5 | 0 | 1 | 16 | 8  | +8  | 15 |
| Bayer Leverkusen     | 6 | 3 | 0 | 3 | 9  | 11 | -2  | 9  |
| Makabi Haifa FC      | 6 | 2 | 1 | 3 | 12 | 12 | 0   | 7  |
| Olympiakos Pireus    | 6 | 1 | 1 | 4 | 11 | 17 | -6  | 4  |

|                      | BAY | MAC | MAN | OLY |
| -------------------- | --- | --- | --- | --- |
| Bayer Leverkusen     | –   | 2–1 | 1–2 | 2–0 |
| Makabi Haifa FC      | 0–2 | –   | 3–0 | 3–0 |
| Manchester United FC | 2–0 | 5–2 | –   | 4–0 |
| Olympiakos Pireus    | 6–2 | 3–3 | 2–3 | –   |

### Skupina G
| Tým                 | Z | V | R | P | VG | IG | +/- | B  |
| ------------------- | - | - | - | - | -- | -- | --- | -- |
| AC Milán            | 6 | 4 | 0 | 2 | 12 | 7  | +5  | 12 |
| Deportivo La Coruña | 6 | 4 | 0 | 2 | 11 | 12 | -1  | 12 |
| Lens                | 6 | 2 | 2 | 2 | 11 | 11 | 0   | 8  |
| FC Bayern Mnichov   | 6 | 0 | 2 | 4 | 9  | 13 | -4  | 2  |

|                   | ACM | BAY | DEP | LEN |
| ----------------- | --- | --- | --- | --- |
| AC Milán          | –   | 2–1 | 1–2 | 2–1 |
| FC Bayern Mnichov | 1–2 | –   | 2–3 | 3–3 |
| Deportivo         | 0–4 | 2–1 | –   | 3–1 |
| Lens              | 2–1 | 1–1 | 3–1 | –   |

### Skupina H
| Tým                 | Z | V | R | P | VG | IG | +/- | B  |
| ------------------- | - | - | - | - | -- | -- | --- | -- |
| Barcelona           | 6 | 6 | 0 | 0 | 13 | 4  | +9  | 18 |
| FK Lokomotiv Moskva | 6 | 2 | 1 | 3 | 5  | 7  | -2  | 7  |
| Club Brugge KV      | 6 | 1 | 2 | 3 | 5  | 7  | -2  | 5  |
| Galatasaray SK      | 6 | 1 | 1 | 4 | 5  | 10 | -5  | 4  |

|                     | BAR | BRU | GAL | LKM |
| ------------------- | --- | --- | --- | --- |
| Barcelona           | –   | 3–2 | 3–1 | 1–0 |
| Club Brugge KV      | 0–1 | –   | 3–1 | 0–0 |
| Galatasaray SK      | 0–2 | 0–0 | –   | 1–2 |
| FK Lokomotiv Moskva | 1–3 | 2–0 | 0–2 | –   |

## Osmifinálové skupiny
| Vysvětlivky                     |
| ------------------------------- |
| Týmy postupující do Čtvrtfinále |

### Skupina A
| Tým                 | Z | V | R | P | VG | IG | +/- | B  |
| ------------------- | - | - | - | - | -- | -- | --- | -- |
| Barcelona           | 6 | 5 | 1 | 0 | 12 | 2  | +10 | 16 |
| Inter Milán         | 6 | 3 | 2 | 1 | 11 | 8  | +3  | 11 |
| Newcastle United FC | 6 | 2 | 1 | 3 | 10 | 13 | -3  | 7  |
| Bayer Leverkusen    | 6 | 0 | 0 | 6 | 5  | 15 | -10 | 0  |

|                     | BAR | BAY | INT | NEW |
| ------------------- | --- | --- | --- | --- |
| Barcelona           | –   | 2–0 | 3–0 | 3–1 |
| Bayer Leverkusen    | 1–2 | –   | 0–2 | 1–3 |
| Inter Milán         | 0–0 | 3–2 | –   | 2–2 |
| Newcastle United FC | 0–2 | 3–1 | 1–4 | –   |

### Skupina B
| Tým        | Z | V | R | P | VG | IG | +/- | B |
| ---------- | - | - | - | - | -- | -- | --- | - |
| Valencia   | 6 | 2 | 3 | 1 | 5  | 6  | -1  | 9 |
| Ajax       | 6 | 1 | 5 | 0 | 6  | 5  | +1  | 8 |
| Arsenal FC | 6 | 1 | 4 | 1 | 6  | 5  | +1  | 7 |
| AS Řím     | 6 | 1 | 2 | 3 | 7  | 8  | -1  | 5 |

|            | AJA | ARS | ROM | VAL |
| ---------- | --- | --- | --- | --- |
| Ajax       | –   | 0–0 | 2–1 | 1–1 |
| Arsenal FC | 1–1 | –   | 1–1 | 0–0 |
| AS Řím     | 1–1 | 1–3 | –   | 0–1 |
| Valencia   | 1–1 | 2–1 | 0–3 | –   |

### Skupina C
| Tým                 | Z | V | R | P | VG | IG | +/- | B  |
| ------------------- | - | - | - | - | -- | -- | --- | -- |
| AC Milán            | 6 | 4 | 0 | 2 | 5  | 4  | +1  | 12 |
| Real Madrid         | 6 | 3 | 2 | 1 | 9  | 6  | +3  | 11 |
| Borussia Dortmund   | 6 | 3 | 1 | 2 | 8  | 5  | +3  | 10 |
| FK Lokomotiv Moskva | 6 | 0 | 1 | 5 | 3  | 10 | -7  | 1  |

|                     | MIL | BOR | LKM | RMA |
| ------------------- | --- | --- | --- | --- |
| AC Milán            | –   | 0–1 | 1–0 | 1–0 |
| Borussia Dortmund   | 0–1 | –   | 3–0 | 1–1 |
| FK Lokomotiv Moskva | 0–1 | 1–2 | –   | 0–1 |
| Real Madrid         | 3–1 | 2–1 | 2–2 | –   |

### Skupina D
| Tým                  | Z | V | R | P | VG | IG | +/- | B  |
| -------------------- | - | - | - | - | -- | -- | --- | -- |
| Manchester United FC | 6 | 4 | 1 | 1 | 11 | 5  | +6  | 13 |
| Juventus FC          | 6 | 2 | 1 | 3 | 11 | 11 | 0   | 7  |
| FC Basel 1893        | 6 | 2 | 1 | 3 | 5  | 10 | -5  | 7  |
| Deportivo La Coruña  | 6 | 2 | 1 | 3 | 7  | 8  | -1  | 7  |

|                      | BAS | DEP | JUV | MAN |
| -------------------- | --- | --- | --- | --- |
| FC Basel 1893        | –   | 1–0 | 2–1 | 1–3 |
| Deportivo            | 1–0 | –   | 2–2 | 2–0 |
| Juventus FC          | 4–0 | 3–2 | –   | 0–3 |
| Manchester United FC | 1–1 | 2–0 | 2–1 | –   |

## Play off

### Čtvrtfinále
| Domácí v 1. zápase | Celkem  | Hosté v 1. zápase    | 1. zápas | 2. zápas     |
| ------------------ | ------- | -------------------- | -------- | ------------ |
| Real Madrid        | 6–5     | Manchester United FC | 3–1      | 3–4          |
| Ajax               | 2–3     | AC Milán             | 0–0      | 2–3          |
| Inter Milán        | 2–2 (v) | Valencia             | 1–0      | 1–2          |
| Juventus FC        | 3–2     | Barcelona            | 1–1      | 2–1 (prodl.) |

### Semifinále
| Domácí v 1. zápase | Celkem  | Hosté v 1. zápase | 1. zápas | 2. zápas |
| ------------------ | ------- | ----------------- | -------- | -------- |
| Real Madrid        | 3–4     | Juventus FC       | 2–1      | 1–3      |
| AC Milán           | 1–1 (v) | Inter Milán       | 0–0      | 1–1*     |

*Oba týmy hrají své domácí zápasy na stejném stadionu (San Siro), ale AC Milán vyhrál díky pravidlu venkovních gólů,

### Finále
| 28. května 2003 20:45 |        |          |                                                                         |
| Juventus FC           | 0 – 0  | AC Milán | Old Trafford, Manchester diváci: 63 215 rozhodčí: Markus Merk (Německo) |
|                       | Report |          | Old Trafford, Manchester diváci: 63 215 rozhodčí: Markus Merk (Německo) |

|                                                                                           |       | Penaltový rozstřel                                                       |  |
| David Trézéguet Alessandro Birindelli Marcelo Zalayeta Paolo Montero Alessandro Del Piero | 2 – 3 | Serginho Clarence Seedorf Kacha Kaladze Alessandro Nesta Andrij Ševčenko |  |

## Vítěz
| Liga mistrů UEFA 2002/03 AC Milán (6. titul) Dida - Alessandro Costacurta, Roque Junior, Alessandro Nesta, Paolo Maldini , Kacha Kaladze - Gennaro Gattuso, Andrea Pirlo, Serginho, Clarence Seedorf, Rui Costa, Massimo Ambrosini, Andrij Ševčenko, Filippo Inzaghi Trenér: Carlo Ancelotti |